# Verdun-sur-Garonne
Verdun-sur-Garonne è un comune francese di 4 172 abitanti situato nel dipartimento del Tarn e Garonna nella regione dell'Occitania.

## Monumenti

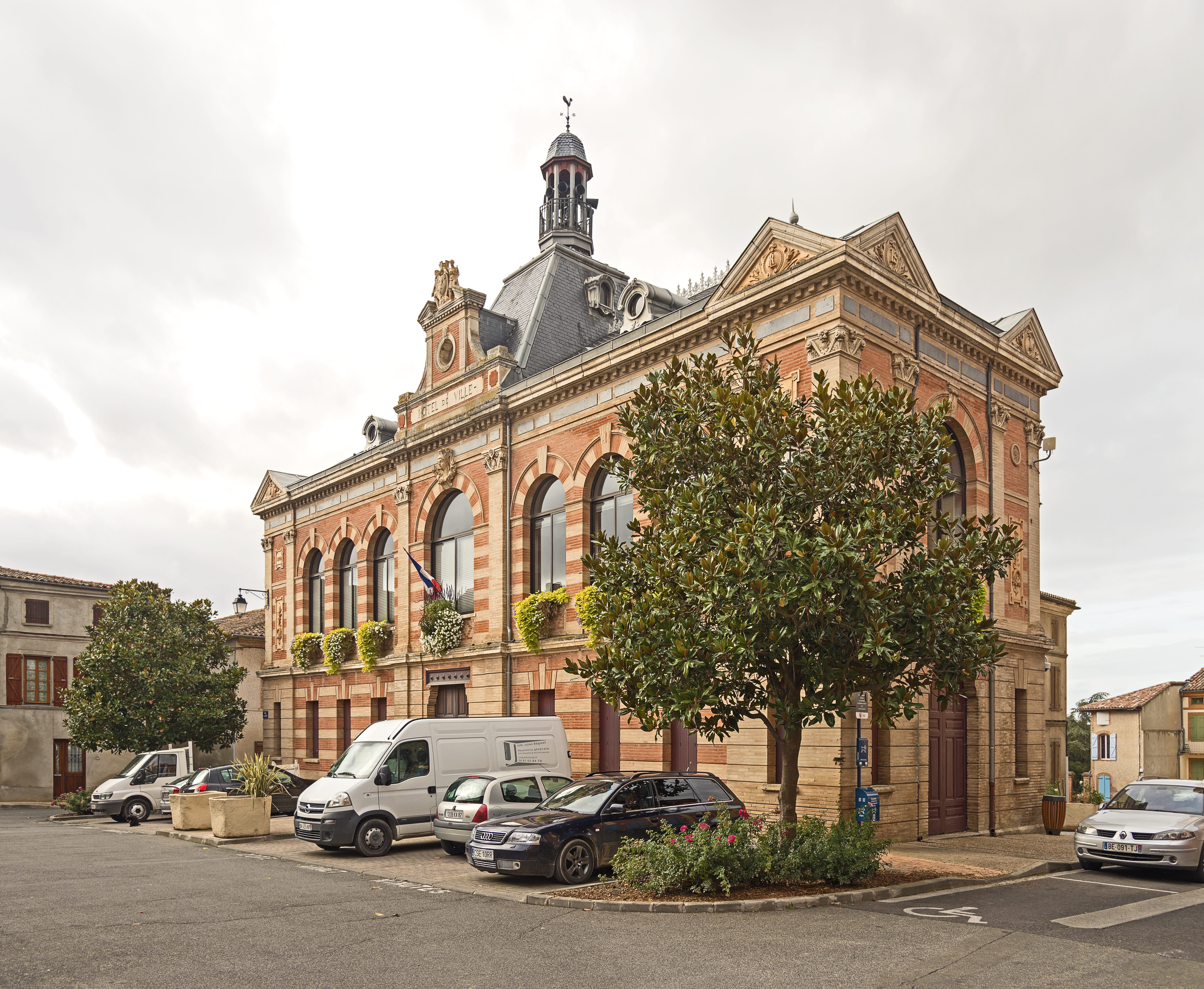
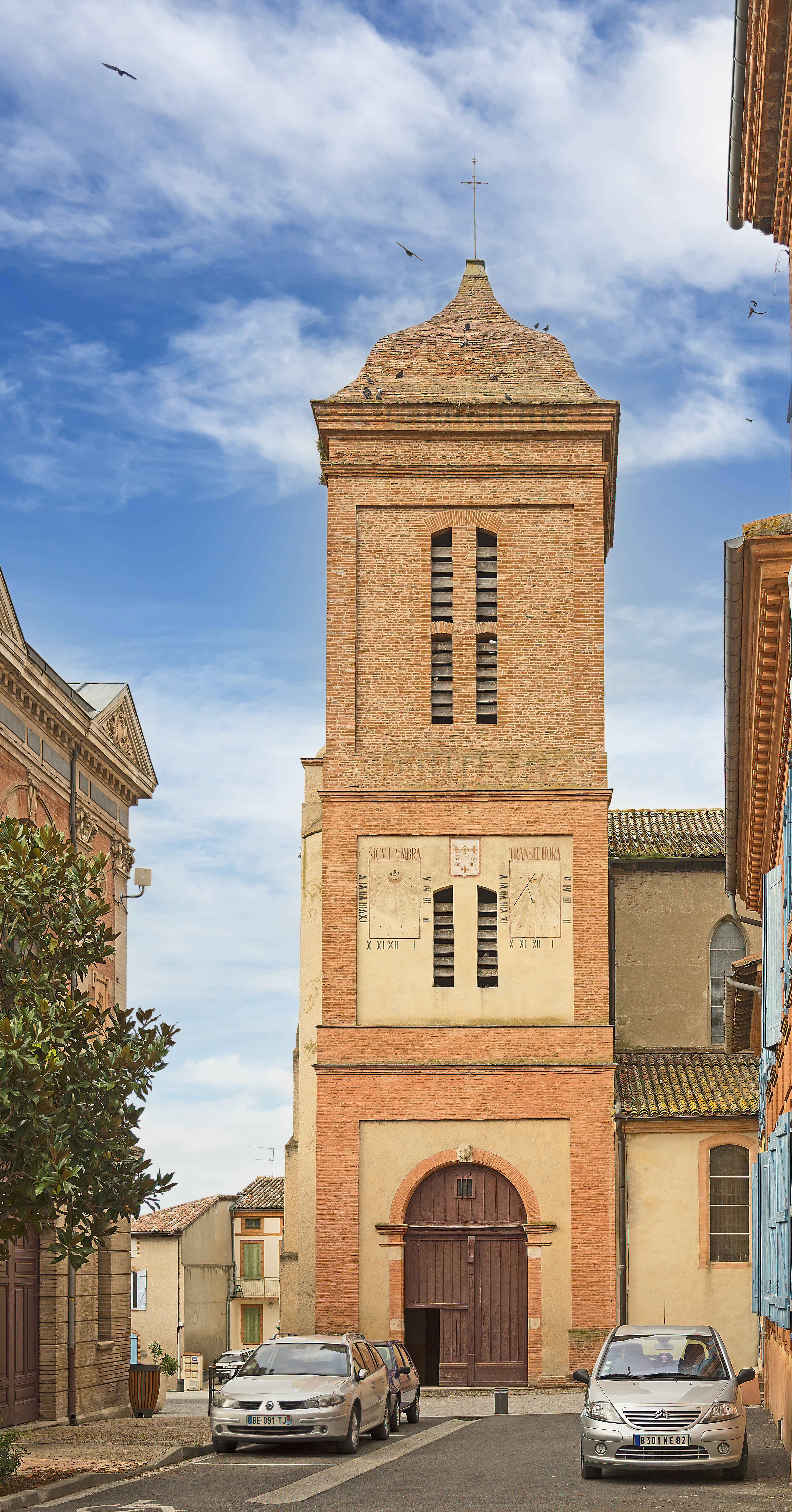
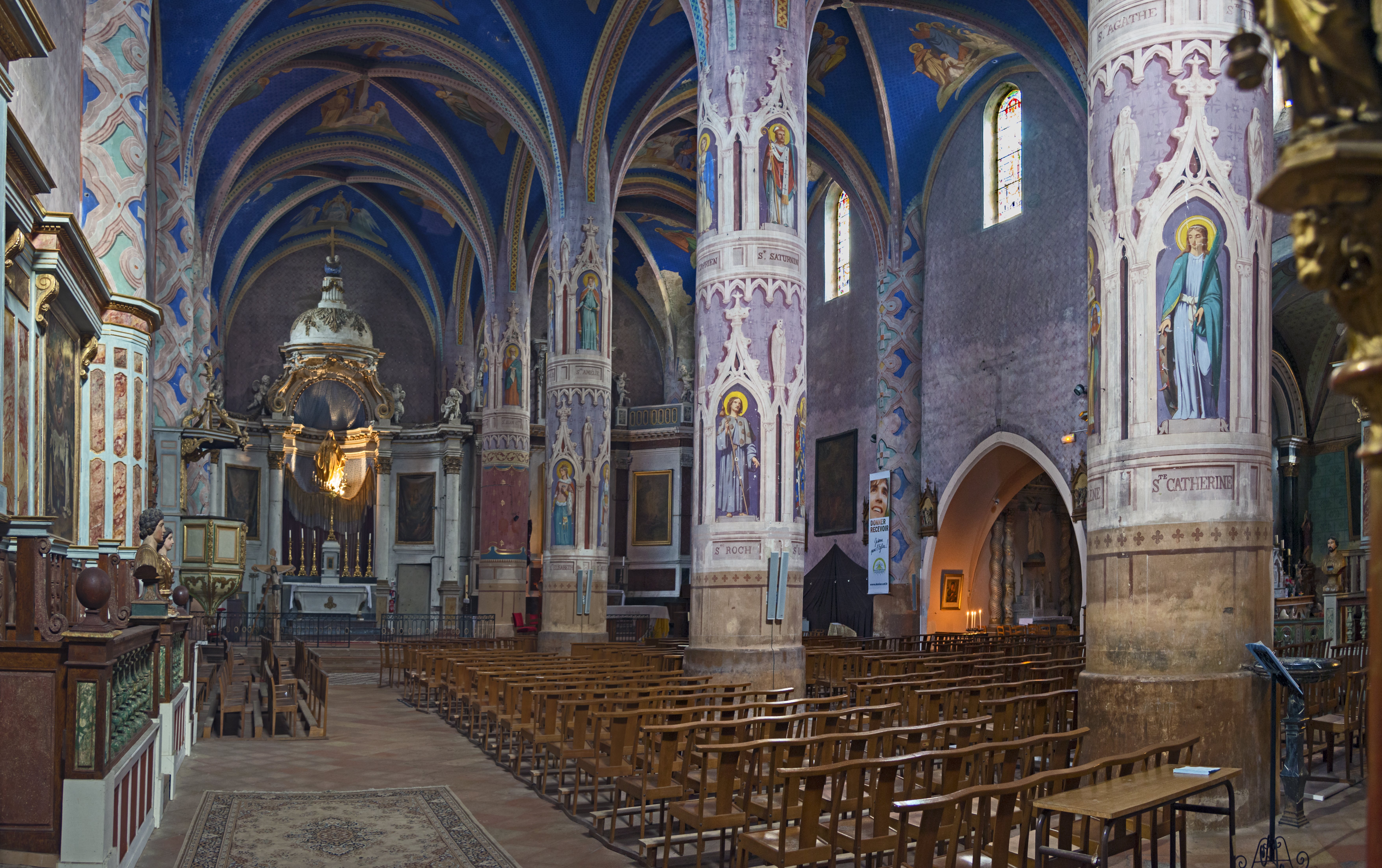
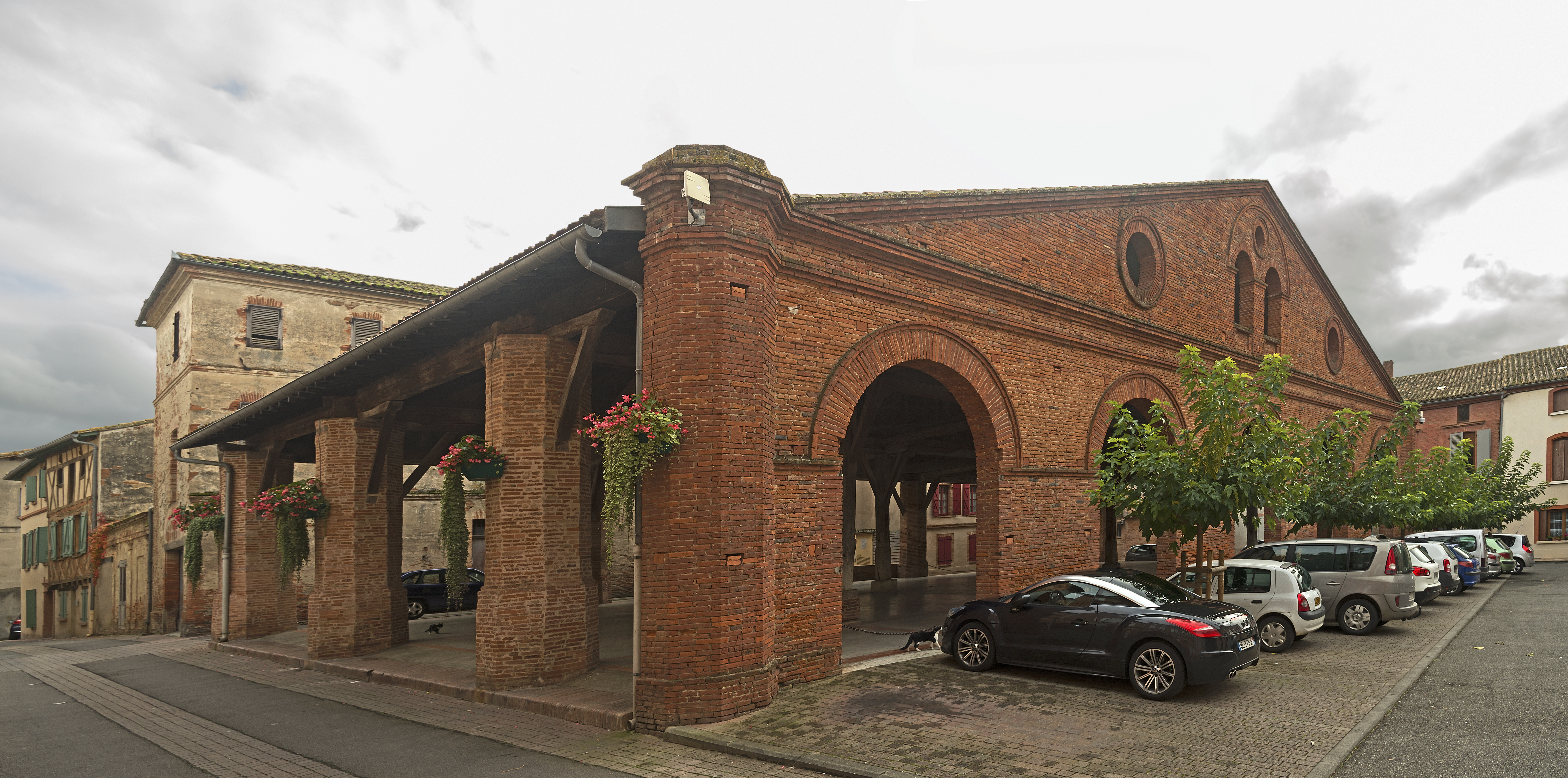

## Società

### Evoluzione demografica
Abitanti censiti